# Clément Mailler
Clément Mailler (* 31. Januar 1990) ist ein ehemaliger französischer Biathlet und Skilangläufer. Er startet von 2012 bis 2018 vorrangig bei Rollski-Wettbewerben.

## Werdegang
Mailler begann seine Karriere 2008 mit Biathlon. Dabei startete er im Biathlon-Europacup 2007/08 bei zwei Rennen und lief in beiden in die Punkteränge. Es blieben seine beiden Starts auf internationaler Ebene im Biathlon. Im Skilanglauf ging Mailler im Dezember 2011 erstmals auf internationaler Ebene an den Start, konnte sich dabei jedoch im Scandinavian Cup in Vuokatti nicht durchsetzen. Im März 2002 ging er bei den Französischen Meisterschaften an den Start, blieb aber als 19. über 15 km ohne Medaillenerfolg. Im Dezember des gleichen Jahres startete Mailler in Beitostølen und Montgenèvre noch einmal bei FIS-Rennen, blieb aber auch hier ohne Erfolg. Ab Juli 2013 gehörte er schließlich zum Kader im Rollerski-Weltcup. Auf Anhieb lief er dabei in Tripoli unter die besten zehn und wurde Achter. Auch in den weiteren Weltcups sammelte er mit guten Top-20-Platzierungen umfangreich Punkte. Im September erreichte er in Pontarlier als Siebenter sein bis dahin bestes Resultat.
Im Dezember 2013 startete er in Bessans wieder bei einem FIS-Rennen und konnte als 33. ins Ziel laufen. Es blieb sein einziger Start im Winter 2013/14. In den Rollerski-Weltcup 2014 startete Mailler mit einem vierten Platz bei Bergauf-Sprint in Oroslavje. Wenige Wochen später in Sollefteå landete er erstmals außerhalb der Top 20. Im Val di Fiemme startete er zum Saisonabschluss erstmals im Teamsprint und belegte gemeinsam mit Antonin Pellegrini Rang acht.
Bei den Rollerski-Weltmeisterschaften 2015 im Val di Fiemme gehörte er zum französischen Starterfeld und erreichte im 10 km klassisch Berglauf den 18. Platz. Im Sprint erreichte er ebenso Platz 18. Im Massenstart über 25 km, erreichte er ebenso Platz 10, seine beste individuelle Leistung. Sein bestes Resultat erreichte er im Teamsprint und belegte gemeinsam mit Antonin Pellegrini, Rang vier.